# Iglesia de San Andrés (Sorripas)
La iglesia de San Andrés en Sorripas, municipio de Sabiñánigo, es una iglesia del siglo XII en la provincia de Huesca, Aragón.

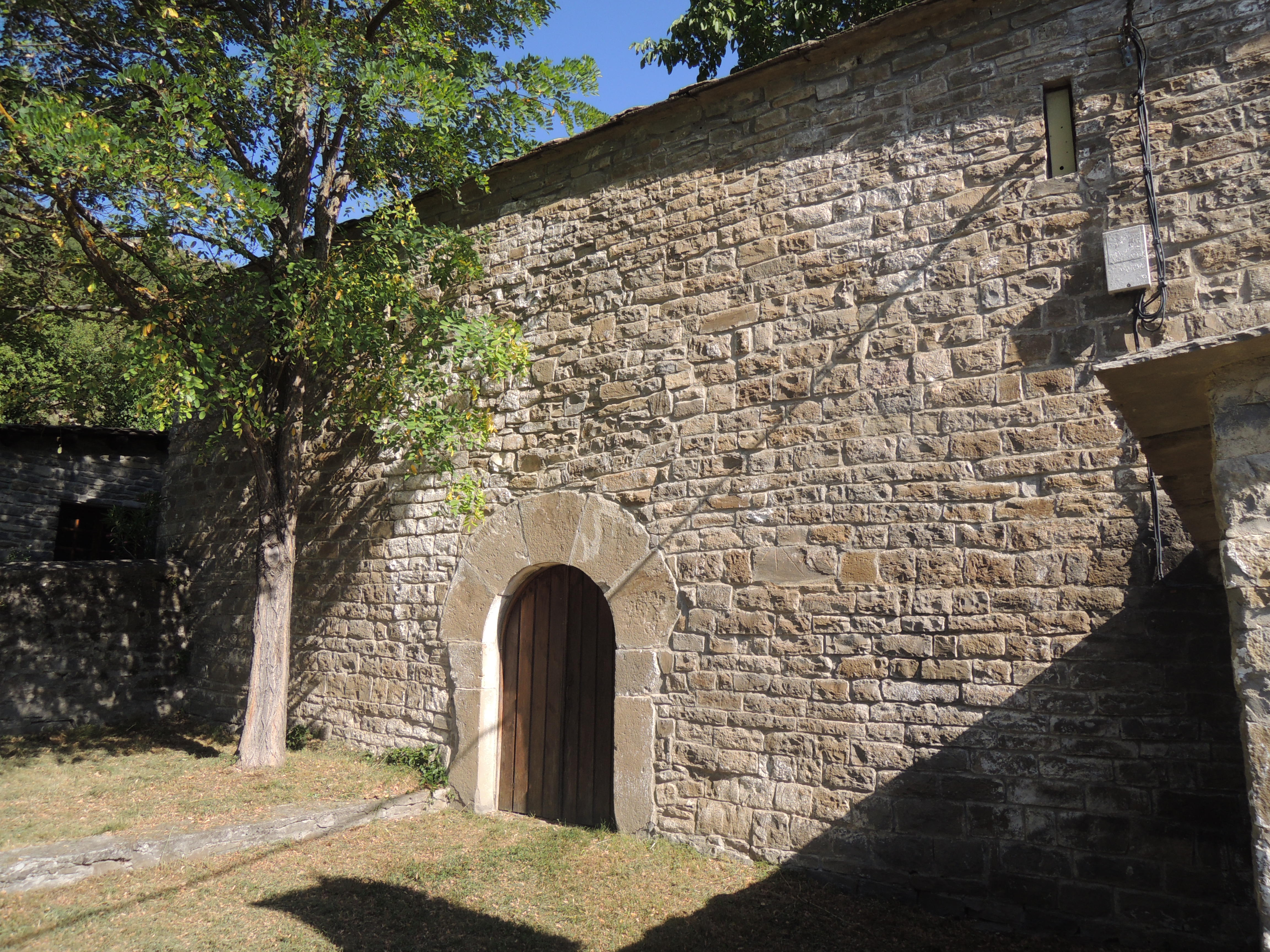
Portada

## Arquitectura
Consagrada al apóstol Andrés, la iglesia es un edificio de piedra consistente en una nave y coro, ambos con tejado de piedra. Una portada sencilla se abre en el lado sur. Consta de un campanario abierto (Espadaña).

## Literatura
- Cayetano Enríquez de Salamanca: Rutas del Románico en la provincia de Huesca. Enríquez de Salamanca Editor, Madrid 1993 (2. Auflage), S. 75, ISBN 84-398-9582-8